# Давід Ето'о
Давид Ето'о (фр. David Eto'o, нар. 13 червня 1987, Дуала) — камерунський футболіст, нападник, молодший брат Самуеля Ето'о.

## Клубна кар'єра
Народився 13 червня 1987 року в місті Яунде. Вихованець «Спортивної академії Каджі».
У 16 років переїхав до Іспанії, де потрапив в структуру «Мальорки» і грав за другу команду в Сегунді Б, після чого віддавався в оренду до нижчолігових клубів «Сьюдад де Мурсія» та «Івердон Спорт» В подальшому виступав за низку нижчолігових команд, але ніде надовго не затримувався.
У квітні 2007 року підписав контракт до кінця сезону з донецьким «Металургом», але провівши лише чотири матчі в молодіжному чемпіонаті, в липні того ж року покинув клуб, відправившись на перегляд в туніський «Есперанс», але команді не підійшов і став гравцем грецького «Аріса», але майже відразу був відданий в оренду до нижчолігового «Ілісіакоса».
У сезоні 2008/09 виступав у іспанській Терсері за «Реус», після чого повернувся на батьківщину до «Спортивної академії Каджі».
Наразі останнім клубом для гравця є словенський «Копер», за який Давід виступав протягом першої половини 2011 року.

## Виступи за збірну
Виступав за юнацькі збірні різних вікових категорій.
Протягом 2005–2007 років залучався до складу молодіжної збірної Камеруну. 2007 року у складі збірної до 20 років виступав на юнацькому Кубку Африки, однак збірна не змогла вийти з групи, поступившись одноліткам з Замбії та Єгипту, але обігравши Нігерію. Всього на молодіжному рівні зіграв у 16 офіційних матчах, забив 3 голи.

## Сім'я
Батько в цей момент працює на посаді економіста, мама — менеджер. Має трьох сестер і двох братів (старшого Самуеля Ето'о та молодшого Етьєна Ето'о, які також є професійними футболістами).